# باباتوندي فشولا
باباتوندي راجي فشولا (بالإنجليزية: Babatunde Fashola)‏ (موليد 28 يونيو، 1963) هو الحاكم الثالث عشر لدولة لاغوس في نيجيريا.